# Bertha (Minnesota)
Bertha è un comune degli Stati Uniti d'America, situato nello Stato del Minnesota, nella contea di Todd.